# Opat laik

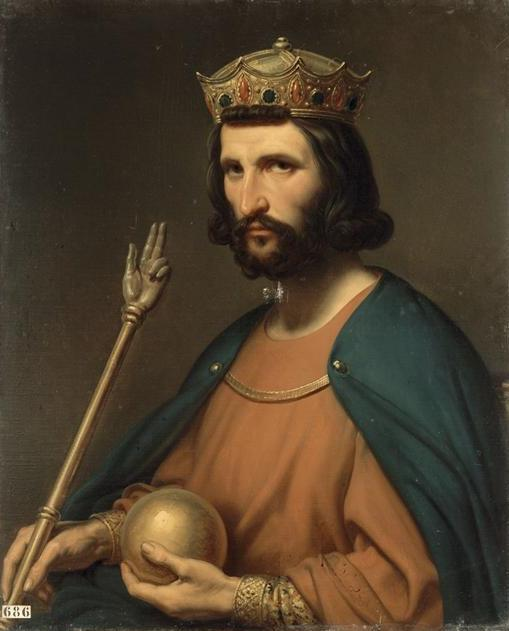
Hugo Kapet byl před svým nástupem na trůn opatem laikem celkem pěti klášterů

Opat laik byl titul správce v katolické církvi, který in commendam administroval klášter. Takový opat zpravidla nebyl členem daného řádu. Pokud byl takový správce nositel kněžského svěcení, jednalo se o opata-komendátora. Praxe byla rozšířena zejména ve Franské říši v 8. až 11. století. Aktuální Kodex kanonického práva již titul opata laika nezná. V případech, kdy je nutná nestandardní forma administrace, se využívá zejména titul apoštolský administrátor.

## Historie
Velký rozmach udělování úřadů in commendam proběhl ve Franské říši, zejména za vlády Merovejců. Tato praxe postupem času nerespektovala původní vymezení a začala se využívat pro přátele vládnoucích panovníků. Zejména britští a francouzští panovníci si přisvojili moc do těchto úřadů dosazovat loajální osoby, které nebyly v takových případech duchovní, pouze čerpali finanční prostředky generované úřadem či klášterem.
Takoví opati nesídlili v klášteře, mohli jich spravovat i více najednou, avšak jednalo se o zejména požívání výhod spojených s daným postem, jakož titulatura, přednostní postavení či příjem z úřadu. Reálnou správu kláštera pak vykonával většinou převor, či jiný zástupce opata laika.